# Срезнево (Рыбновский район)
Срезнево — село в Рыбновском районе Рязанской области, входит в состав Глебковского сельского поселения.

## География
Расположено на берегу реки Пилис в 3 км на запад от центра поселения посёлка Глебково в 16 км на северо-запад от райцентра Рыбное.

## История
Впервые село Срезнево упоминается в "Жалованной несудимой грамоте Великого князя московского Василия Ивановича Сем. Ив. Коробьину на села Рыбное и Карино Переясл.-Рязанск. у. и село Срезнево Перевицкого уезда", датированной 23 июня 1523 года.  
Село Срезнево упоминается в платежных книгах 1595 года, где оно вместе с 5 деревнями значится вотчиной за князьями Федором и Семионом Михайловыми детьми Лобанова-Ростовского. По приправным книгам 1616 года кроме Лобанова-Ростовского, вотчинником значится Василий Семенов сын Беклемишев. В начале XVII века в селе было две деревянные церкви Воскресения Христова и Николая Чудотворца. По окладным книгам 1676 года в селе Срезневе значилась одна Воскресенская церковь, в приходе 156 приходских дворов, в том числе 7 дворов боярских. В 1774 году помещиками Лихаревыми в селе построена каменная Воскресенская церковь, с приделами Митрофаньевским и Никольским. В 1939 году церковь была разрушена.
В XIX — начале XX века село входило в состав Старолетовской волости Зарайского уезда Рязанской губернии. В 1905 году в селе было 95 дворов.
С 1929 года село являлось центром Срезневского сельсовета Луховицкого района Рязанского округа Московской области. 20 мая 1930 года село было передано в Рыбновский район. С 1937 года село в составе Рязанской области, с 2005 года — в составе Глебковского сельского поселения.
1 ноября 2014 года Высокопреосвященнейший митрополит Рязанский и Михайловский Вениамин освятил вновь построенную Церковь Николая Чудотворца.

## Население
| 1859 | 1897 | 1906 | 2010 |
| ---- | ---- | ---- | ---- |
| 445  | ↗489 | ↗709 | ↘64  |